# Географія Белізу
Беліз — північноамериканська країна, що знаходиться на півдні континенту . Загальна площа країни 22 966 км² (152-ге місце у світі), з яких на суходіл припадає 22 806 км², а на поверхню внутрішніх вод — 160 км². Площа країни трохи менша ніж площа Сумської області України. 

## Етимологія
Офіційна назва — Беліз (англ. Belize). Назва країни походить від перекрученої іспанської вимови Пітера Велліса — британського пірата, який заснував перше поселення в Белізі 1638 року. Інша версія вказує на назву річки Беліз (у гирлі річки розташовується однойменне найбільше місто країни — місто Беліз), яка подібна до маянського слова «белікс», що означає мутні води, за іншою версією слово можна перекласти як Шлях з Іци (давнє маянське місто). Колишня (до 1973 року) колоніальна назва Британський Гондурас.

## Географічне положення
Беліз — північноамериканська країна, що межує з двома іншими країнами: на заході і півдні — з Гватемалою (спільний кордон — 266 км), на півночі — з Мексикою (276 км). Загальна довжина державного кордону — 542 км. Беліз на сході омивається водами Карибського моря Атлантичного океану. Загальна довжина морського узбережжя 386 км.

Карта Белізу від ООН (англ.)Карта Белізу від ООН (англ.)
Порівняння розмірів території Белізу та СШАПорівняння розмірів території Белізу та США
Виключна економічна зона Белізу

Згідно з Конвенцією Організації Об'єднаних Націй з морського права (UNCLOS) 1982 року, протяжність територіальних вод країни встановлено в 12 морських миль (22,2 км) на півночі і 3 морські милі на півдні (від гирла Сарстуну до Рангуана-Кей). Метою цього одностороннього обмеження з боку Белізу 1992 року було створення основи для проведення переговорів про укладення остаточної угоди розмежування морських вод з Гватемалою. Виключна економічна зона встановлена на відстань 200 морських миль (370,4 км) від узбережжя.

### Час
Час у Белізі: UTC-6 (-8 годин різниці часу з Києвом).

## Рельєф
Середні висоти — 173 м; найнижча точка — рівень вод Карибського моря (0 м); найвища точка — гора Дойлс-Делайт (1160 м). Північна частина країни — низовинна, заболочена рівнина. У південній частині прибережна рівнина відділена від внутрішньої гірсько-горбистої області, центральну частину якої утворюють витягнуті з північного сходу на південний захід гори Майя. Тут знаходиться найвища точка країни — пік Вікторія (1120 м). На північний захід від цих гір, у межах округу Кайо, розташоване пасмо з висотами більш як 900 м. Вздовж узбережжя, на відстані близько 30 км від нього, тягнеться бар'єрний риф.

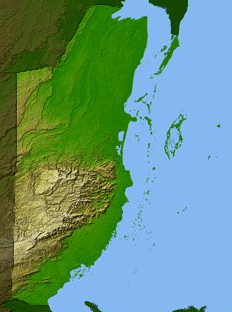
Рельєф Белізу
Гіпсометрична карта Белізу
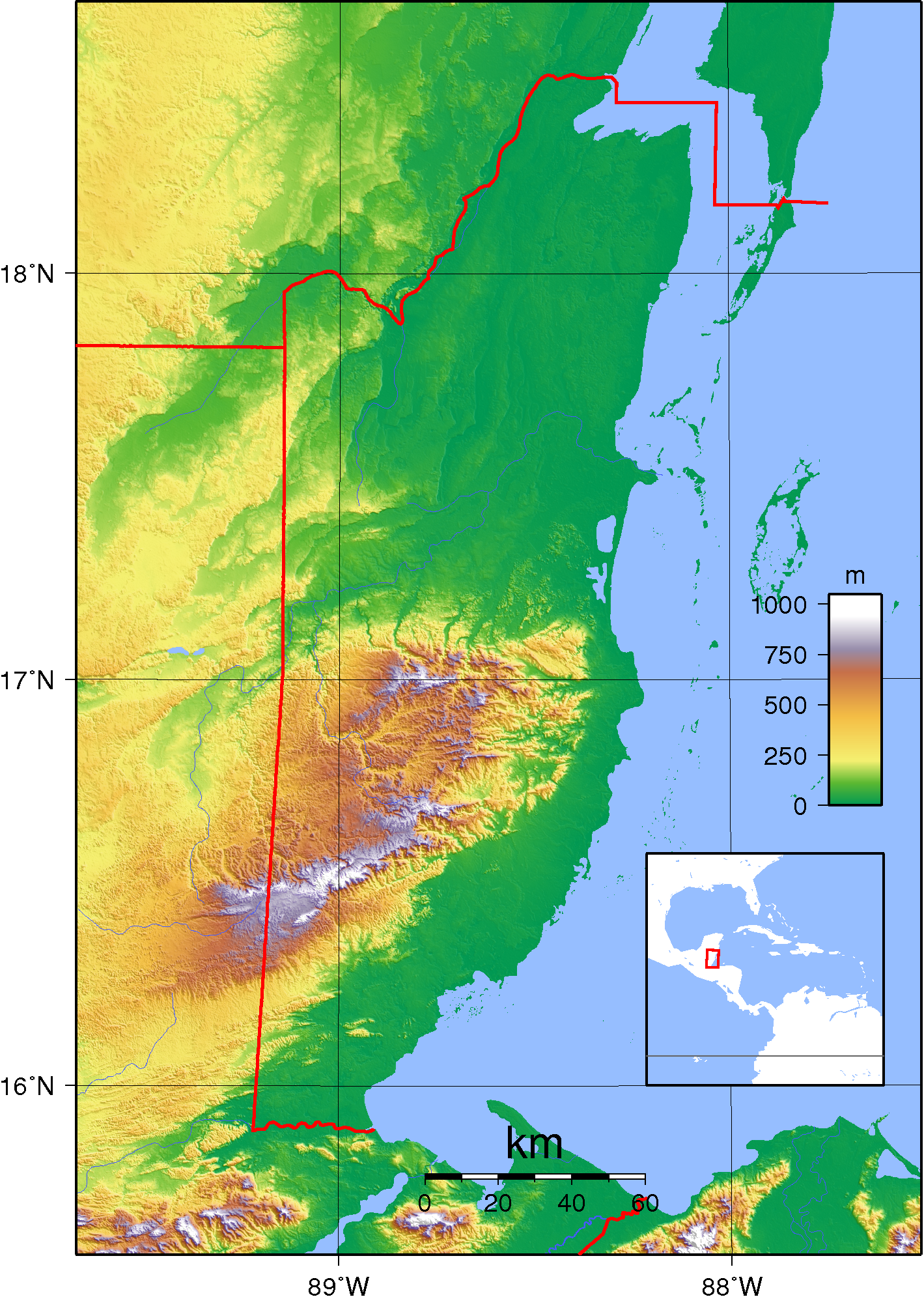
Гіпсометрична карта Белізу
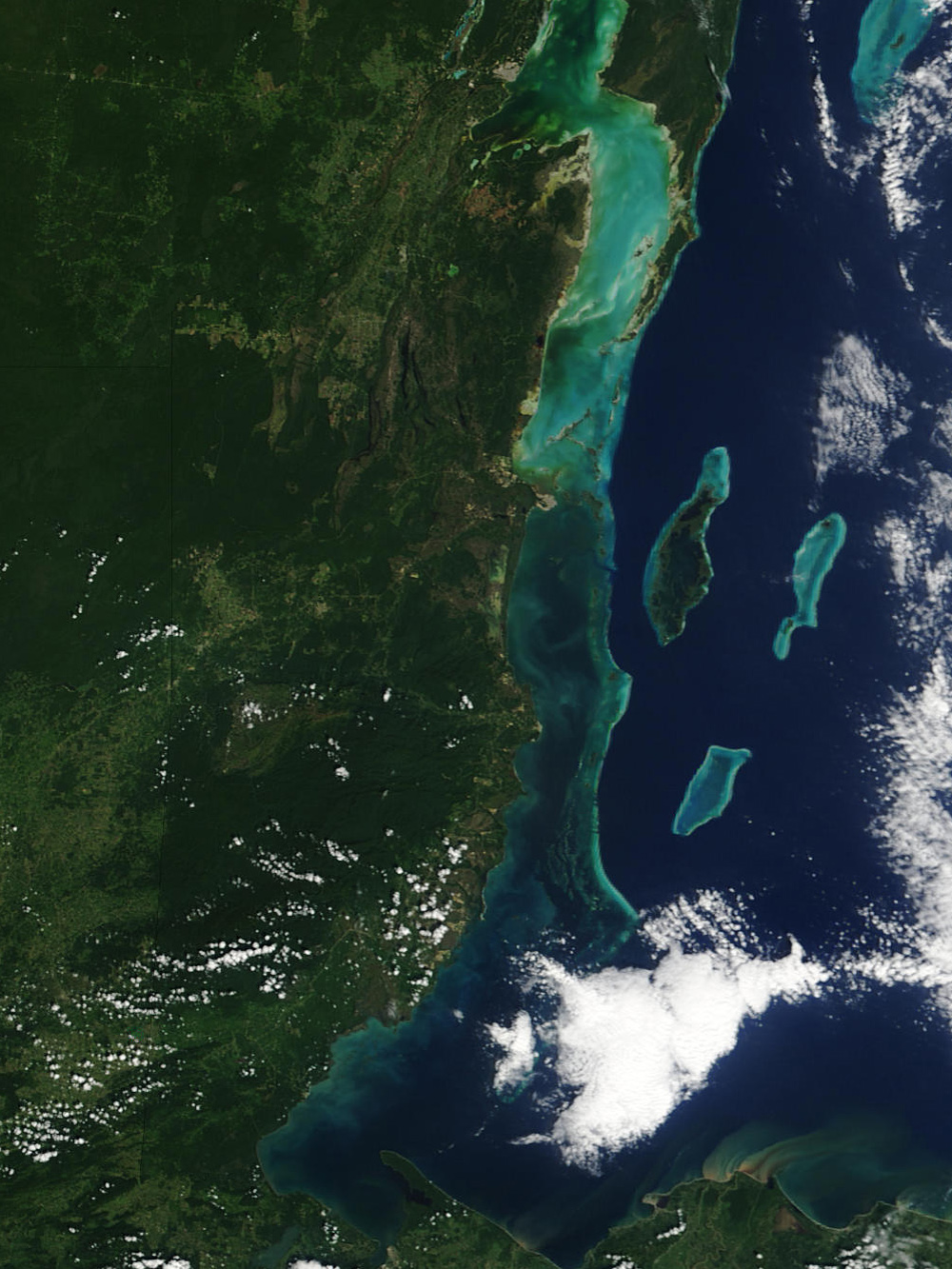
Супутниковий знімок поверхні країни
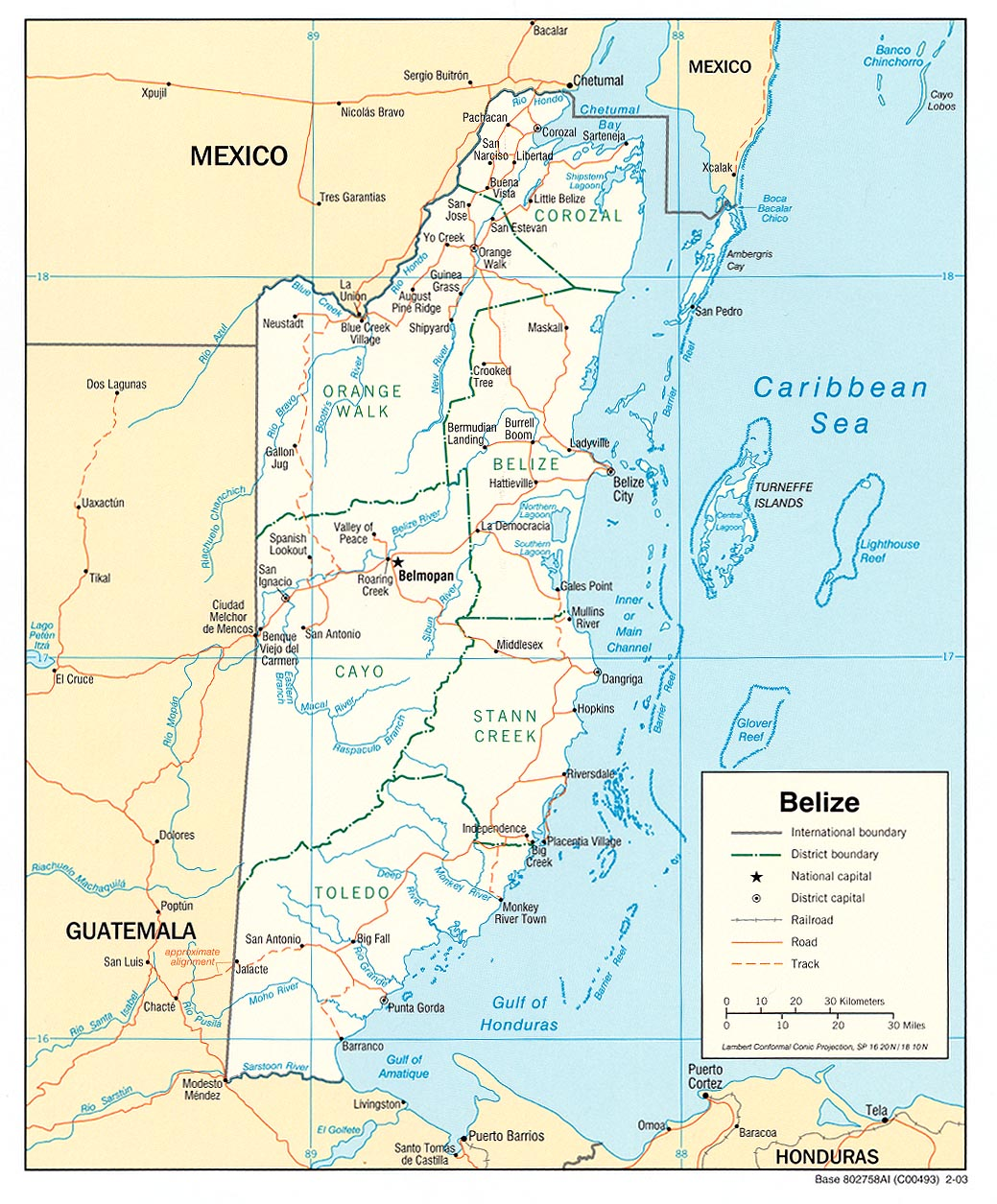
Карта країни (англ.)

### Узбережжя

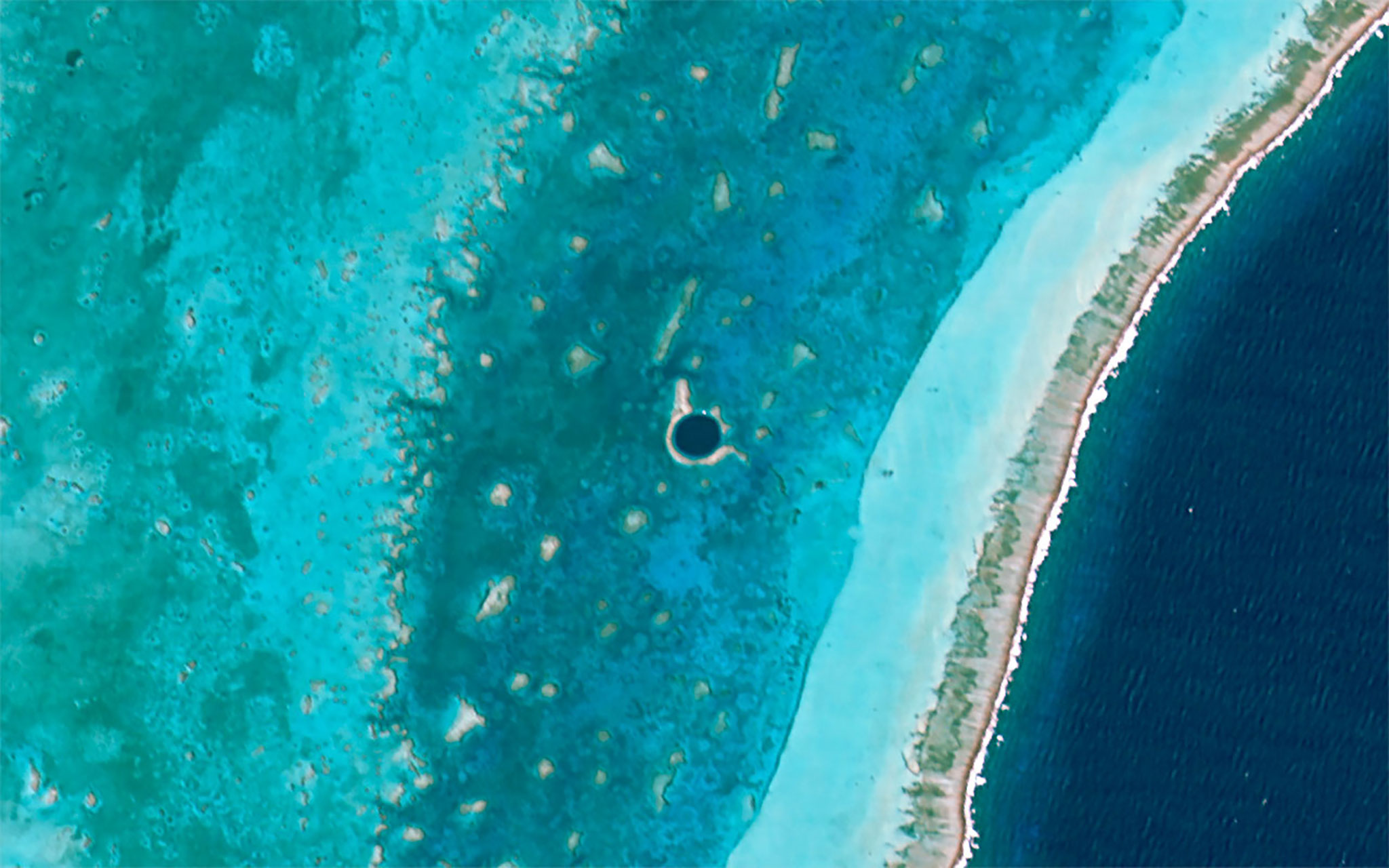
Велика синя діра і Белізький бар'єрний риф з космосу
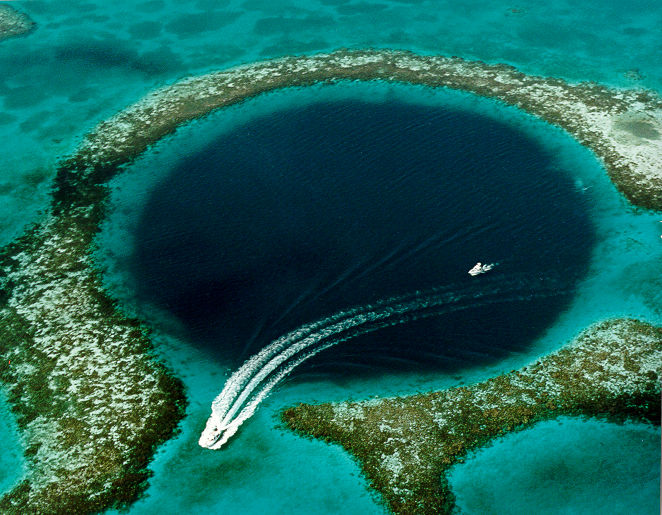
Велика синя діра

## Клімат
Територія Белізу лежить у тропічному кліматичному поясі. Увесь рік панують тропічні повітряні маси. Сезонний хід температури повітря чітко відстежується. Переважають східні пасатні вітри, достатнє зволоження (на підвітряних схилах відчувається значний дефіцит вологи). У теплий сезон з морів та океанів часто надходять тропічні циклони.

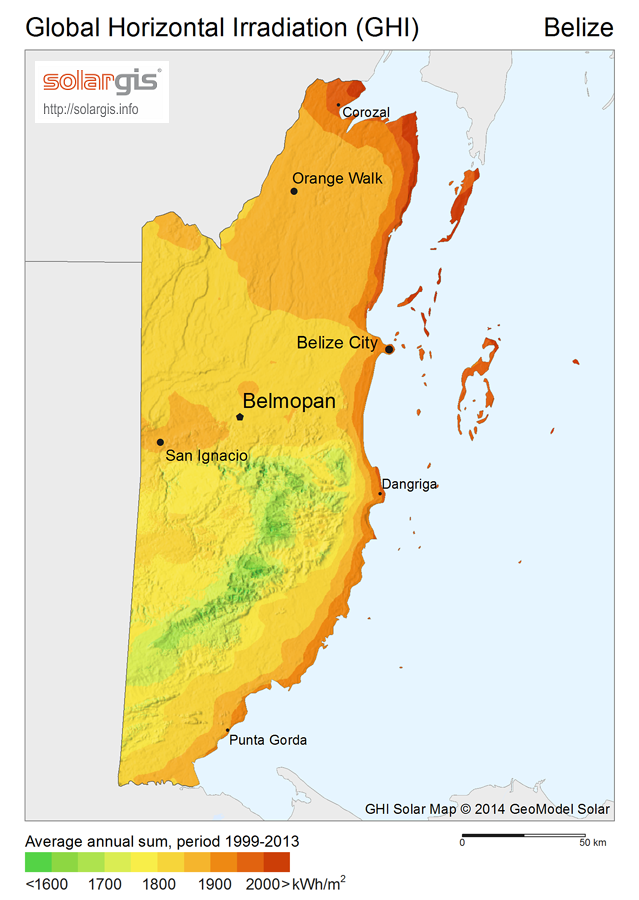
Сонячна радіація (англ.)
Кліматична карта Белізу (за Кеппеном)
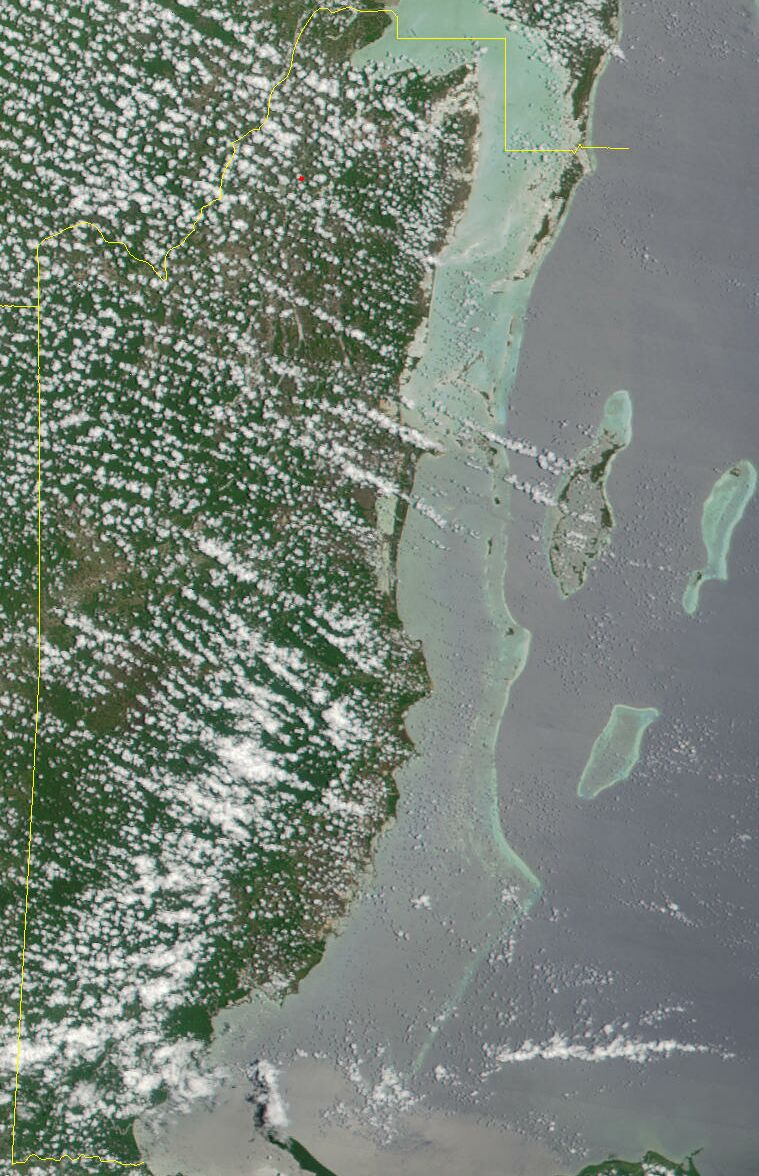
Хмарність над Белізом навесні

Середні температури липня 24-26° С, січня — 20-24° С. Середня річна кількість опадів від 1340 мм на півночі (округ Коросаль) до 4520 мм на півдні (Пунта-Горда). На узбережжі північно-східний пасат зменшує літню спеку, але далеко від берега влітку температури можуть перевищувати 38° С. Вологість висока, особливо в прибережній частині. Сухий сезон триває з лютого по травень, а максимум опадів припадає на період з червня по жовтень. Беліз знаходиться в одному з найбільш схильних до тропічних циклонів районів Карибського басейну і періодично зазнає величезних збитків від штормів і ураганів. 
Беліз є членом Всесвітньої метеорологічної організації (WMO), в країні ведуться систематичні спостереження за погодою.

## Внутрішні води

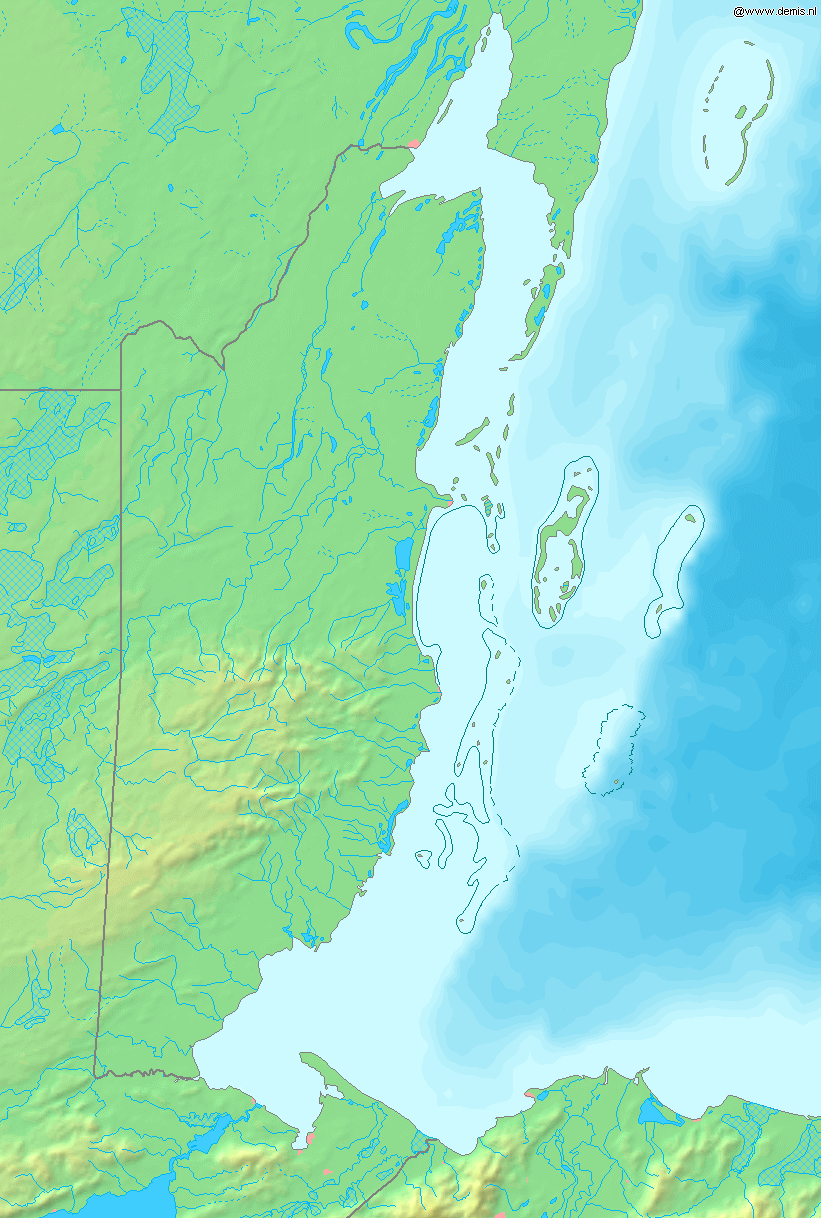
Гідрографічна мережа Белізу
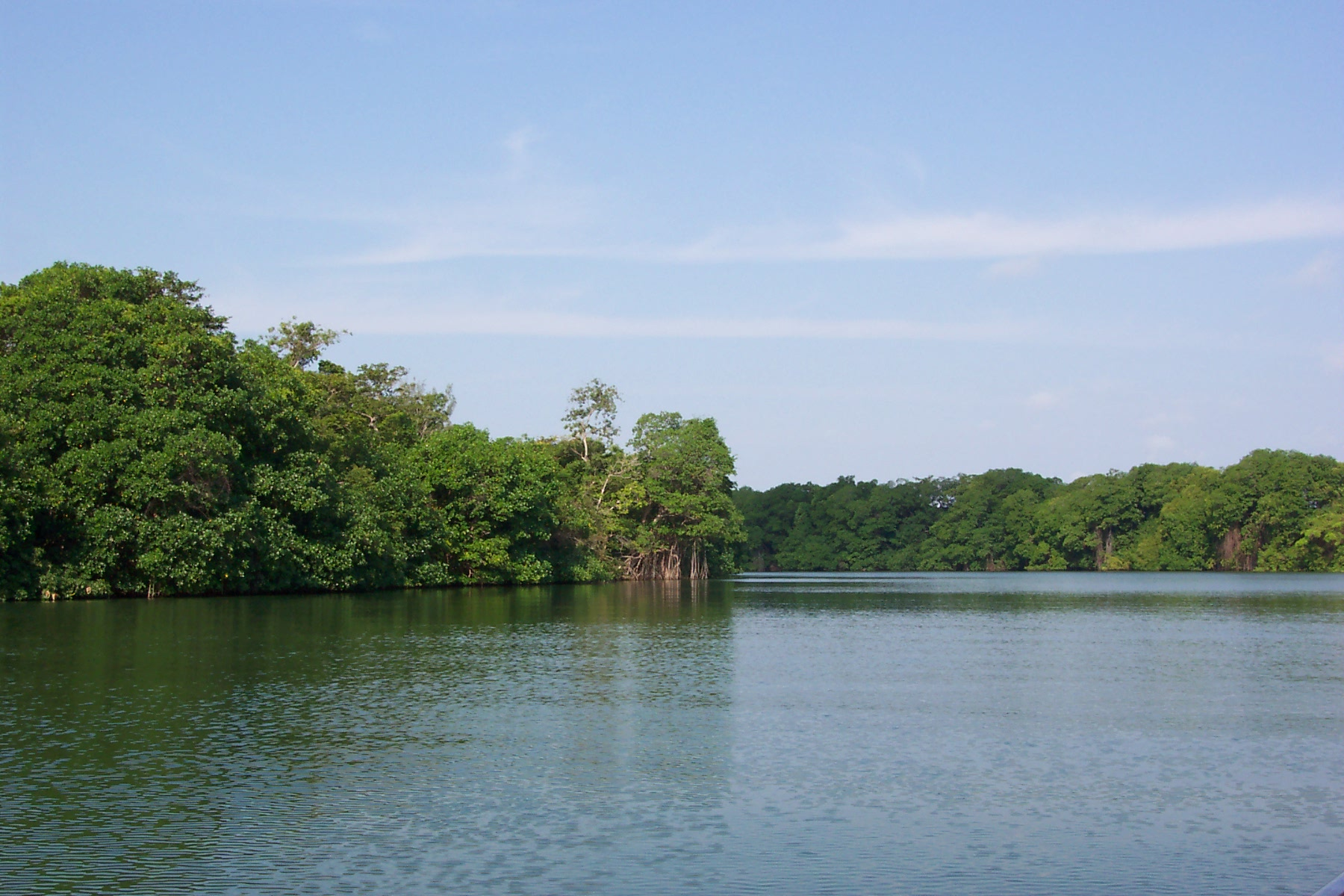
Річка Беліз

### Річки
Річки країни належать басейну Атлантичного океану. На півночі країни протікають великі річки Ріо-Ондо і Беліз, які раніше використовувалися для транспортування лісу. Оскільки на півдні країни опади значно рясніші, ніж на півночі, періодично вони призводять до паводків на невеликих річках, які беруть початок у горах Майя, що дуже перешкоджає руху автомобільного транспорту.

## Рослинність
Велика частина півдня країни вкрита густими вологими тропічними лісами, більше 90% території. У Белізі росте багато цінних порід дерев, таких, як махагоні (обо червоне дерево), кедр, рожеве дерево (дальбергія); в минулому активно велися заготівлі кампешевого дерева і смоли чикле, яка використовується для виготовлення жувальної гумки.

## Тваринний світ
У зоогеографічному відношенні територія країни відноситься до Центральноамериканської провінції Гвіано-Бразильської підобласті Неотропічної області.
Поблизу берегів Белізу великий бар'єрний кораловий риф.

## Стихійні природні явища
На території країни спостерігаються небезпечні природні явища і стихійні лиха: часті руйнівні урагани (з червня по листопад); на південному узбережжі повіді.

## Природні ресурси

### Корисні копалини
Надра Белізу не багаті на корисні копалини, розвідані запаси і поклади відсутні.

### Водні ресурси
Загальні запаси відновлюваних водних ресурсів (ґрунтові і поверхневі прісні води) становлять 18,55 км³. Станом на 2012 рік в країні налічувалось 35 км² зрошуваних земель. 

### Земельні ресурси
Земельні ресурси Белізу (оцінка 2011 року):
- придатні для сільськогосподарського обробітку землі — 6,9 %,
  - орні землі — 3,3 %,
  - багаторічні насадження — 1,4 %,
  - землі, що постійно використовуються під пасовища — 2,2 %;
- землі, зайняті лісами і чагарниками — 60,6 %;
- інше — 32,5 %[1].

## Охорона природи
Серед екологічних проблем варто відзначити:
- знеліснення;
- забруднення вод побутовими, промисловими стоками, сільськогосподарськими хімікатами;
- накопичення твердих побутових відходів на сміттєзвалищах.

Беліз є учасником ряду міжнародних угод з охорони навколишнього середовища:
- Конвенції про біологічне різноманіття (CBD),
- Рамкової конвенції ООН про зміну клімату (UNFCCC),
- Кіотського протоколу до Рамкової конвенції,
- Конвенції ООН про боротьбу з опустелюванням (UNCCD),
- Конвенції про міжнародну торгівлю видами дикої фауни і флори, що перебувають під загрозою зникнення (CITES),
- Базельської конвенції протидії транскордонному переміщенню небезпечних відходів,
- Конвенції з міжнародного морського права,
- Монреальського протоколу з охорони озонового шару,
- Міжнародної конвенції запобігання забрудненню з суден (MARPOL),
- Рамсарської конвенції із захисту водно-болотних угідь[12],
- Міжнародної конвенції з регулювання китобійного промислу[1].

## Фізико-географічне районування
У фізико-географічному відношенні територію Белізу можна розділити на _ райони, що відрізняються один від одного рельєфом, кліматом, рослинним покривом: .

### Українською
- Атлас світу / голов. ред. І. С. Руденко ; зав. ред. В. В. Радченко ; відп. ред. О. В. Вакуленко. — К. : ДНВП «Картографія», 2005. — 336 с. — ISBN 9666315467.
- Атлас. 7 клас. Географія материків і океанів / Укладачі О. Я. Скуратович, Н. І. Чанцева. — К. : ДНВП «Картографія», 2014.
- Барановська О. В. Фізична географія материків і океанів : навч. посіб. для студентів ВНЗ : [у 2 ч.]. — Н. : Ніжинський державний університет ім. Миколи Гоголя, 2013. — 306 с. — ISBN 978-617-527-106-3.
- Бєлозоров С. Т. Географія материків. — К. : Вища школа, 1971. — 371 с.
- Беліз // Гірничий енциклопедичний словник : [у 3-х тт.] / за ред. В. С. Білецького. — Д. : Східний видавничий дім, 2004. — Т. 3. — 752 с. — ISBN 966-7804-78-X.
- Гілецький Й. Р. Природні ресурси світу : Навч. посібник. — Львів : Світ, 2004. — 304 с. — ISBN 966-603-307-0
- Гожик П. Ф., Лялько В. І., Бабаєв Ю. Ю. Регіональна геологія світу. — К. : Наук. думка, 2015. — 424 с.
- Заставецький Ю. С. Регіональна фізична географія світу : Навч. посібник. — Львів : Світ, 2000. — 480 с.
- Дубович І. А. Країнознавчий словник-довідник. — 5-те вид., перероб. і доп. — К. : Знання, 2008. — 839 с. — ISBN 978-966-346-330-8.
- Маринич О. М., Шищенко П. Г., Пащенко В. І. Фізична географія світу : Підручник.  — К. : Вища школа, 2002. — 463 с. — ISBN 966-642-018-4
- Палієнко В. І., Шищенко П. Г., Бойко В. М. Фізична географія світу : Навч. посібник. — К. : КНУ ім.  Т. Шевченка, 2016. — 246 с. — ISBN 978-966-439-918-1
- Панасенко Б. Д. Фізична географія материків : навч. посіб. : в 2 ч. — В. : ЕкоБізнесЦентр, 1999. — 200 с.
- Пащенко В. І. Географія світового господарства : Навч. посібник. — К. : Видавничий центр КНУ, 2014. — 312 с. — ISBN 978-966-439-744-6
- Фізична географія материків та океанів : Підручник у 2-х т. / Ред. П. Г. Шищенко. — К. : Київський університет, 2020. — Т. 2. Африка, Америка, Австралія, Антарктида, Океани. — 470 с. — ISBN 978-966-439-989-8
- Юрківський В. М. Регіональна економічна і соціальна географія. Зарубіжні країни: Підручник. — 2-ге. — К. : Либідь, 2001. — 416 с. — ISBN 966-06-0092-5.

### Англійською
- (англ.) Graham Bateman. The Encyclopedia of World Geography. — Andromeda, 2002. — 288 с. — ISBN 1871869587.

### Російською
- (рос.) Белиз // Латинская Америка. Энциклопедический справочник [в 2-х тт.] / Главный редактор В. В. Вольский. — М. : Советская энциклопедия, 1979. — Т. 1. А-К. — 576 с.
- (рос.) Авакян А. Б., Салтанкин В. П., Шарапов В. А. Водохранилища. — М. : Мысль, 1987. — 326 с. — (Природа мира)
- (рос.) Алисов Б. П., Берлин И. А., Михель В. М. Курс климатологии [в 3-х тт.] / под. ред. Е. С. Рубинштейна. — Л. : Гидрометиздат, 1954. — Т. 3. Климаты земного шара. — 320 с.
- (рос.) Апродов В. А. Вулканы. — М. : Мысль, 1982. — 368 с. — (Природа мира)
- (рос.) Апродов В. А. Зоны землетрясений. — М. : Мысль, 2010. — 462 с. — (Природа мира) — ISBN 978-5-244-01122-7.
- (рос.) Букштынов А. Д., Грошев Б. И., Крылов Г. В. Леса. — М. : Мысль, 1981. — 316 с. — (Природа мира)
- (рос.) Власова Т. В. Физическая география материков. С прилегающими частями океанов. Южная Америка, Африка, Австралия и Океания, Антарктида. — 4-е, перераб. — М. : Просвещение, 1986. — 269 с.
- (рос.) Гвоздецкий Н. А. Карст. — М. : Мысль, 1981. — 214 с. — (Природа мира)
- (рос.) Гвоздецкий Н. А., Голубчиков Ю. Н. Горы. — М. : Мысль, 1987. — 400 с. — (Природа мира)
- (рос.) Дорст Ж. Центральная и Южная Америка. — М. : Прогресс, 1977. — 318 с. — (Континенты, на которых мы живем)
- (рос.) Географический энциклопедический словарь: географические названия / под. ред. А. Ф. Трёшникова. — 2-е изд., доп. — М. : Советская энциклопедия, 1989. — 585 с. — ISBN 5-85270-057-6.
- (рос.) Исаченко А. Г., Шляпников А. А. Ландшафты. — М. : Мысль, 1989. — 504 с. — (Природа мира) — ISBN 5-244-00177-9.
- (рос.) Каплин П. А., Леонтьев О. К., Лукьянова С. А., Никифоров Л. Г. Берега. — М. : Мысль, 1991. — 480 с. — (Природа мира) — ISBN 5-244-00449-2.
- (рос.) Словарь современных географических названий / под общей редакцией акад. В. М. Котлякова. — Екатеринбург : У-Фактория, 2006.
- (рос.) Литвин В. М., Лымарев В. И. Острова. — М. : Мысль, 2010. — 288 с. — (Природа мира) — ISBN 978-5-244-01129-6.
- (рос.) Лобова Е. В., Хабаров А. В. Почвы. — М. : Мысль, 1983. — 304 с. — (Природа мира)
- (рос.) Максаковский В. П. Географическая картина мира. Книга I: Общая характеристика мира. — М. : Дрофа, 2008. — 495 с. — ISBN 978-5-358-05275-8.
- (рос.) Максаковский В. П. Географическая картина мира. Книга II: Региональная характеристика мира. — М. : Дрофа, 2009. — 480 с. — ISBN 978-5-358-06280-1.
- (рос.) Белиз // Поспелов Е. М. Топонимический словарь. — М. : АСТ, 2005. — 229 с. — ISBN 5-17-016407-6.
- (рос.) География / под ред. проф. А. П. Горкина. — М. : Росмэн-Пресс, 2006. — 624 с. — (Современная иллюстрированная энциклопедия) — ISBN 5-353-02443-5.
- (рос.) Физико-географический атлас мира. — М. : Академия наук СССР и Главное управление геодезии и картографии ГУГК СССР, 1964. — 298 с.
- (рос.) Энциклопедия стран мира / глав. ред. Н. А. Симония. — М. : НПО «Экономика» РАН, отделение общественных наук, 2004. — 1319 с. — ISBN 5-282-02318-0.